# Estación Tres Lagunas
Tres Lagunas es una estación ferroviaria del Ferrocarril Domingo Faustino Sarmiento de la Red ferroviaria argentina, ubicada en el paraje Tres Lagunas.

## Ubicación
Se encuentra en las áreas rurales del partido de Adolfo Alsina, provincia de Buenos Aires, Argentina.

## Servicios
No presta servicios de pasajeros. Sus vías están concesionadas a la empresa de cargas Ferroexpreso Pampeano.